# The Green Goddess (pel·lícula de 1930)

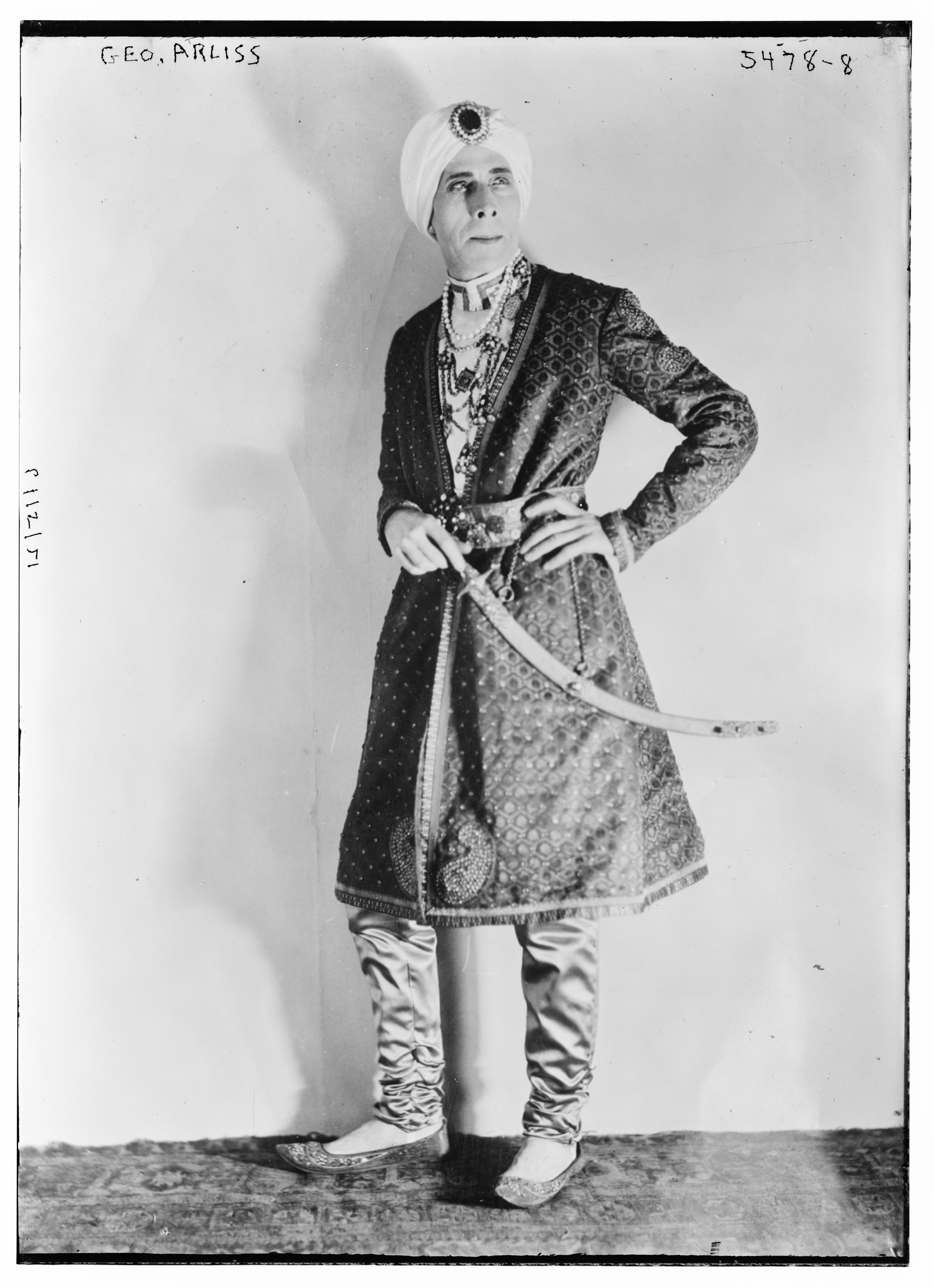
George Arliss caracteritzat com a rajà

The Green Goddess és una pel·lícula pre-codi de la Warner Bros. dirigida per Alfred E. Green i protagonitzada per George Arliss, Alice Joyce (el seu darrer paper), Ralph Forbes i H.B. Warner. Basada en l’obra teatral homònima de William Archer adaptada per Julien Josephson, ja s’havia fet una versió muda l’any 1923, també protagonitzada per Arliss i Joyce. Arliss ja havia protagonitzat anteriorment la versió teatral i la pel·lícula del 1923. La pel·lícula es va estrenar el 13 de febrer de 1930. Malgrat que va ser la primera pel·lícula sonora interpretada per Arliss, aquest va aconseguir que la productora posposés la seva estrena fins després de l’estrena de “Disraeli”, ja que l’actor considerava que aquesta darrera era una molt millor carta de presentació en el seu debut en el sonor. Tot i això, l’Acadèmia va nominar Arliss per a l'Oscar al millor actor aquell any per la seva interpretació en tots dos casos.

## Argument
Una avioneta que transporta tres ciutadans britànics, el major Crespin, la seva esposa Lucilla i el pilot Dr. Traherne, es perd i es veuen obligats a aterrar en el petit regne de Rukh, situat en algun lloc prop de les muntanyes de l'Himàlaia. El Raja (títol) que governa la terra els acull. Mentre això succeeix, els tres germans del Raja són condemnats a mort pels britànics acusats d’assassinat. Per això, els súbdits del Raja creuen que la seva Deessa Verda els ha lliurat tres víctimes a les seves mans perquè es puguin venjar. Els tres seran executats un cop hagin morts els tres germans. El Raja no professa un gran amor pels seus germans ja que havien constituït un perill per a la successió dels seus fills, però no veu cap motiu per fer enfadar el seu poble protegint els seus convidats britànics. Tanmateix, en sentir-se atret per Lucilla, li ofereix perdonar-li la vida si es converteix en la seva esposa. Ella s’hi nega.
Els presoners s'adonen que el Raja té un telègraf que és operat per Watkins, un renegat exiliat britànic que fa d’assistent en cap del Raja. Amb l'esperança de poder demanar ajuda intenten subornar Watkins, però quan s'adonen que els trairà el llencen avall del balcó i mor. El major Crespin aconsegueix enviar un missatge abans que els homes del Raja entrin a l'habitació però el Raja el dispara per l'esquena i mor a mitja transmissió.
L'endemà, Traherne i Lucilla són portats al temple de la Deessa Verda. Una vegada més, el Raja renova la seva oferta a Lucilla, però torna a ser rebutjada. Un moment que estan sols, Traherne i Lucilla es confessen el seu amor. En aquell moment apareixen sis biplans britànics. El tinent Cardew aterra, demana l'alliberament de la parella i el Raja cedeix.

## Repartiment
- George Arliss (el Raja de Rukh)
- Ralph Forbes (Dr. Traherne)
- H.B. Warner (Major Crespin)
- Alice Joyce (Lucilla)
- Ivan F. Simpson (Watkins)
- Reginald Sheffield (tinent Cardew)
- Betty Boyd (An Ayah)
- Nigel De Brulier (sacerdot del temple)